# Willy Wehner

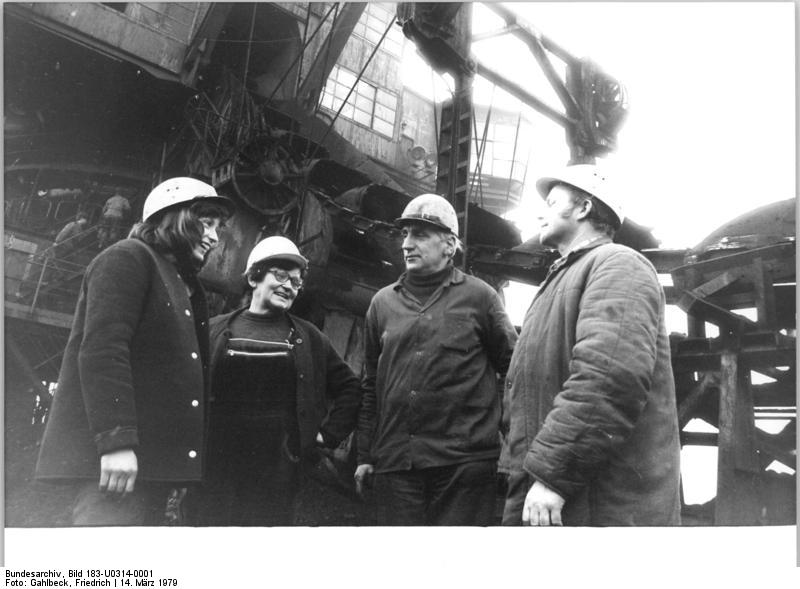
„Zahlreiche Abgeordnete des Bergarbeiterzentrums Borna arbeiten in den Braunkohlekombinaten der Umgebung. Im Tagebau Borna Ost treffen sich regelmäßig Volksvertreter vor Ort, um über die noch rationellere Förderung der Kohle zu beraten. (V.l.n.r.: Baggermaschinistin Elvira Schmitz, Klappenschlägerin Gerda Pöhl, Baggerfahrer Walter Stein (CDU) und Schichtleiter Willi Wehner (SED), Mitglied des Kreistages Borna.)“ (Foto vom 14. März 1979)

Willy Wehner (geboren 1922) ist ein deutscher Baggerführer und Neuerer.

## Leben
Willy Wehner arbeitete als Baggerführer bei dem „VEB Braunkohle Werke Thräna“ bei Borna. Die von Erich Seifert entwickelte neue Form des sozialistischen Wettbewerbs nahm Wehner auf. Wehner hatte 1958 maßgeblichen Anteil an der Einführung der „Mamai-Methode“ in der DDR (später nach ihm benannte „Wehner-Methode“ bzw. „Christoph-Wehner-Methode“ genannt), die eine Aufschlüsselung der Produktionspläne auf jeden Arbeitstag und Arbeitsplatz zur Voraussetzung hatte, so dass die Arbeitskollegen ihre Planerfüllung konkreter vergleichen konnten. Sein Vorbild war der sowjetische Neuerer Nikolai Jakowlewitsch Mamai. Alle Arbeiter sollten dafür gewonnen werden, auf Grund des auf jeden einzelnen Arbeitsplatz aufgeschlüsselten Planes täglich ihren Plan zu erfüllen bzw. ihn um ein gewisses Quantum überzuerfüllen. Auf dem 5. Kongress des FDGB 1959 berichtete Wehner von seinen Vorschlägen. Er war Mitglied des Kreistages Borna für die SED und Vorsitzender der Betriebsgewerkschaftsleitung. Später war er Obermeister im VEB Braunkohlenkombinat Borna.

## Auszeichnungen
- 1958: Orden Banner der Arbeit
- 1960: Ehrentitel Held der Arbeit
- 1974: Karl-Marx-Orden

## Schriften
- Aufgeschlüsselter Plan – gegenseitige Aufforderung – tägliche Planerfüllung. In: Neues Deutschland vom 30. März 1959.
- Günter Christoph, Willy Wehner, Erich Seifert: Planaufschlüsselung, Wettbewerb und Neuerermethoden. 1.–200. Tsd. Verlag Tribüne, Berlin 1960. (=Bibliothek der Neuerer 2)
- Für das Wohl des Volkes und den Frieden. Zentraler Erfahrungsaustausch des Bundesvorstandes des FDGB mit Wettbewerbsinitiatoren, Neuerern und Bestarbeitern aus Anlass des 40. Jahrestages der Aktivisten- und Wettbewerbsbewegung der DDR, 17. Oktober 1988 in Berlin. Verlag Tribüne, Berlin 1988, S. 50-52..Inhaltsverzeichnis

## Weblink
- Verleihungsliste zum Ehrentitel „Held der Arbeit“ der DDR von 1950 bis 1989